# Zilia Valeeva
Zilia Valeeva (în tătară Зилә Вәлиева, în rusă Зиля Рахимьяновна Валеева, n. 15 octombrie 1952, Ufa, RSFS Rusă, URSS) este o figură publică și un politician în Republica Tatarstan, lucrător cultural onorat al Federației Ruse, doctor în studii filosofice (2010).
Timp de 20 de ani, în perioada 1992-2012, ea a acționat ca unul dintre cei mai înalți funcționari și ca cel mai influent politician feminin din Republica Tatarstan, remarcat în mod tradițional ca unul din regiunea musulmană patriarhală din Federația Rusă. Ea reprezintă în mod activ regiunea la nivel internațional.
În 2014, a semnat recursul colectiv al personalităților culturale din Federația Rusă în sprijinul politicii președintelui Vladimir Putin în Ucraina și în Crimeea, recurs care a fost publicat la 11 martie 2014 în ziarul Izvestia.
În prezent, Zilia Valeeva lucrează ca director al Complexului istoric și arhitectural al Muzeului de Stat al Kremlinului din Kazan, de asemenea, este președinta organizației publice a Femeilor din Tatarstan, președinta comisiei Republicii Tatarstan de la UNESCO.

## Biografie
Între anii 1970-1980, ea a fost corespondent, ulterior șef al Departamentului de Literatură și Artă al ziarului republican de tineret Leninets (în rusă Ленинец) din Ufa. În anii 1980 - 1982, a fost corespondent al ziarului Vechernyaya Kazan (în rusă Вечерняя Казань) din Kazan. În perioada 1982 - 1990, ea a fost corespondent, șef de catedră pe probleme sociale la ziarul Sovetskaya Tatariya (în rusă Советская Татария) din Kazan.
În anii 1990 - 1992 a fost editor de politică la ziarul Izvestiya Tatarstana (în rusă Известия Татарстана) din Kazan. Între 1992-1995 Zilia Valeeva a fost prim-vicepreședinte al Sovietului Suprem al Republicii Tatarstan. În anii 1995-1999 ea a fost vicepreședinte al Consiliului de Stat al Republicii Tatarstan.
Din 1999 până în 2001 a avut funcția de Ministru al presei, radiodifuziunii și mass-media din Republica Tatarstan. În anii 2001-2005 ea a fost viceprim-ministru al Republicii Tatarstan. În perioada 2005-2011 Zilia Valeeva a fost viceprim-ministru - Ministrul Culturii al Republicii Tatarstan.
Între martie 2011 - mai 2012 Zilia Valeeva a fost viceprim-ministru al Republicii Tatarstan. Din 17 mai 2012 este director al Muzeului de Stat Complexul istoric și arhitectural al Kremlinului din Kazan (în rusă Казанский кремль, în tătară Qazan kirmäne).

## Premii
- Medalia pentru muncă valoroasă;
- Scrisoare de onoare a Republicii Tatarstan (2002);
- Medalie „În comemorarea celei de-a 300-a aniversări a Sankt Petersburgului” (în rusă Медаль «В память 300-летия Санкт-Петербурга», 2003);
- Medalia „Cu ocazia aniversării a 1000 de ani de la fondarea orașului Kazan” (în rusă Медаль «В память 1000-летия Казани», 2005);
- Scrisoare de apreciere din partea Președintelui Republicii Tatarstan (2007);
- Ordinul Prieteniei (în rusă Орден Дружбы, 2008);
- Premiul de Stat al Federației Ruse pentru cultură (2009).